# Sto koni do stu brzegów
Sto koni do stu brzegów – polski film wojenny w reżyserii Zbigniewa Kuźmińskiego z 1978 roku zrealizowany na podstawie powieści Kazimierza Koźniewskiego.

## Obsada aktorska
- Tomasz Stockinger – Bogdan Majer
- Barbara Brylska – Krystyna
- Henryk Bista – gestapowiec przesłuchujący Majera
- Joanna Bogacka – Joanna
- Zdzisław Kozień – Zdanowicz, Polak mieszkający w Zurichu
- Eugeniusz Kujawski – Laufer
- Edward Lubaszenko – major Wrzos, wysłannik z Londynu
- Igor Śmiałowski – "Wytworny", oficer AK wysyłający Majera
- Marcin Troński – lekarz francuski
- Halina Golanko – Francuzka w pociągu
- Stanisław Gawlik – fotograf
- Teodor Gendera – Anglik
- Krystyna Chmielewska

Źródło: Filmpolski.pl.

## Zdjęcia
- Warszawa, Budapeszt, Wiedeń, Praga, Bratysława, Zurych, Most